# Iglesias de las Siete Villas
Las Iglesias de las Siete villas son un conjunto de iglesias en distintas localidades de las actuales comarcas granadinas de Los Montes y Loja que se construyeron, con una línea arquitectónica común, después de la reconquista de dicha zona, conocida en aquella época como el granero de Granada. Las localidades conocidas por entonces como "Las Siete Villas" eran: Colomera, Guadahortuna, Íllora, Iznalloz, Moclín, Montefrío y Montejícar.
Todas estas iglesias tienen algo en común: se construyeron de manera muy diferenciada con respecto a los templos que se construyeron en el resto de la provincia durante aquella época. Las causas de estas diferencias fueron:
1. Mayoría de cristianos: Esta zona contaba con una gran mayoría cristiana dentro de su población. Con lo que la gran mayoría de la población colaboraba con donaciones a construir la iglesia. Sin embargo, en otras zonas, como la Alpujarra, en las que se acogían gran cantidad de musulmanes, se observa la pobreza de sus templos, en todos los sentidos, ya que en estas zonas no se producían apenas donaciones para tales fines.
2. El granero de Granada: La economía de esta zona se basaba en la agricultura, a base de latifundios de cereal y trigo. Utilizados para hacer pan y trasladar estos materiales hacia la capital, para abastecer al reino.
Esto significó gran cantidad de ayudas por parte de la capital, que se convirtieron en ingresos para la comarca.
3. Trato por parte de las instituciones: Esta zona estaba situada a la cabeza de la lista de ayudas por parte de las instituciones diocesanas. Es decir, por los factores antes comentados, entre otros, la diócesis ayudaba a estas localidades en mayor medida que a otras.
4. Diego de Siloé: Por último, Diego de Siloé fue una de las causas de esta diferenciación entre los edificios de una zona y otra. El artista burgalés (que también trabajó en la catedral de Granada) dibujó las trazas de estas iglesias, haciéndolas diferentes del resto.

Las iglesias englobadas dentro de esta denominación son:
- Iglesia Parroquial Nuestra Señora de la Encarnación. Moclín (Granada)
- Iglesia Parroquial Nuestra Señora de los Remedios. Iznalloz (Granada)
- Iglesia de la Encarnación. Íllora (Granada).
- Iglesia Parroquial Santa María La Mayor. Guadahortuna (Granada)
- Iglesia Vieja de Santa María (Iglesia de la Villa). Montefrío (Granada)
- Iglesia Parroquial de La Encarnación. Colomera (Granada)

## Iglesia Parroquial Nuestra Señora de la Encarnación de Moclín

### Descripción
Iglesia del siglo XVI realizada en sillería. Dispone de dos entradas, una en la fachada principal frente al atrio. Otra entrada en la fachada lateral izquierda. La fachada principal es sencilla con una portada de piedra con arco de medio punto decorado con guirnaldas y mensulitas; anexo tiene pilastras cajeadas con capitel de orden corintio. Sobre él está representado el escudo del arzobispo Guerrero y encima se abre un óculo abocinado. A un nivel más alto hay una ventana pequeña rectangular. En el friso aparece inscrito "AÑO 1560".
En la fachada lateral izquierda se levanta la torre campanario de planta cuadrada con impostas de color mostaza que la divide en tres cuerpos; el inferior es sencillo con un reloj empotrado, en el intermedio dos huecos con arcos y el superior un hueco con arco donde se ubica la campana. Este último cuerpo se cierra con un tímpano. Una galería mirador con arquería se enclava a media altura de la fachada. Una ventana pequeña rectangular rellena el espacio vacío de decoración bajo el mirador. Hay unas escaleras que facilitan el acceso a una entrada enmarcada con un dintel y jambas de piedra. Todo el exterior está pintado en blanco a excepción de la parte trasera, la que conforman los muros de la capilla mayor en el que quedan vistos los sillares.
El edificio es de una sola nave con capillas laterales. La nave está cubierta con bóvedas de cañón con arcos fajones que la dividen en cinco espacios iguales. El primero, a los pies, recoge el coro. Luego aparecen tres capillas a cada lado, a través de arcos de medio punto. En el último espacio aparece el altar mayor, cubierto con una bóveda nervada de tracería gótica. Sobre las capillas laterales corren sendas galerías cubiertas, la derecha cerrada y la izquierda, con vistas al pueblo, está abierta mediante una arquería.El acabado del suelo es de mármol. Sobre la entrada se eleva el coro con balaustrada de madera y a un nivel superior una ventana vidriada en colores. El camarín situado detrás del altar, está encuadrado en un retablo neoclásico de mármol liso con columnas jónicas a cuyos lados se lucen dos ánforas de plata, y bajo un cuadro de un ángel con la Virgen María. A mano izquierda del altar se encuentra la sacristía, que se accede a través de una puerta porticada en piedra con arco de medio punto. En la parte superior de los muros se abren óculos abocinados. 
La torre, de poca altura, está enclavada en el lateral izquierdo con vistas al pueblo. Su planta es cuadrada y su culminación la realiza con una traza neoclásica fuera de contexto.

### Datos históricos
El año de construcción del inmueble según la Oficina Virtual del Catastro es del 1500. Diseñado por Diego de Siloé. En el libro de Santiago Hoces informa que fue fundada por el arzobispo Diego Hurtado de Mendoza.
Se construyó con piedra traída de Alcalá la Real sobre una antigua mezquita que había sido ordenada derrumbar (Hoces, 2008). La construcción la inició Martín Bolívar.
La capilla mayor fue construida con cantería y el resto con albañilería. El retablo ardió totalmente durante la Guerra Civil y posteriormente fue reconstruido. En 1621 se reparó el tejado y las armaduras. En época posterior se retiró la armadura y se rebajó el techo de la nave igualándola a la de la capilla mayor cubriéndose con una bóveda de cañón apuntada. 
Nuevamente fue restaurado por Regiones Devastadas, organismo creado para la reconstrucción de edificios dañados en la Guerra Civil, entre los años 1947 y 1949 dirigida por el arquitecto Prieto Moreno. Se actuó principalmente en la nave y en las capillas laterales, se rediseñó el adorno de las pilastras y las bóvedas las cuales fueron rebajadas. Se mantuvo en su estado original la cabecera junto con la sacristía y la portada de cantería de los pies. Al campanario se le añadió una espadaña y se construyó una galería en la fachada lateral orientada hacia el pueblo. Donde hubo un retablo renacentista destruido en 1936, se reconstruyó con mármol en estilo neoclásico. Conserva de su estructura original la capilla mayor, la sacristía y la portada de los pies. Se conserva documentación fotográfica y dibujos de este edificio en el archivo del Instituto Gómez-Moreno.

## Iglesia de la Encarnación de Íllora

### Descripción
El templo, de estilo renacentista aunque con rasgos góticos, es de nave rectangular, con capillas hornacinas poco profundas alojadas entre los contrafuertes. 
La nave está dividida en cuatro tramos por pilastras que rematan en una cornisa que recorre toda la iglesia, separando el cuerpo de capillas de las partes altas, donde se abren las ventanas de vuelta redonda. La capilla mayor es rectangular, con un arco carpanel poco profundo que cobija el retablo barroco con un tabernáculo neoclásico de mármol. Las pilastras del arco toral son distintas de las de la nave y denotan su carácter más antiguo. Se cubre por bóveda de las del mismo tipo que las de la nave, que sin duda son imitación de ésta.
La torre se levanta detrás de la cabecera. Es un simple prisma muy alto y macizo, con sólo dos ventanas decoradas con motivos de conchas y otros temas. La sacristía, que se aloja en la parte baja de la torre, posee un techo de artesonado que presenta canes muy menudos y bien labrados. 
El exterior de la iglesia es sencillo y monumental a la vez. Los contrafuertes se hacen ver de una forma muy ligera en la base para desarrollarse en la parte alta del edificio, que cuenta con dos portadas, una frontal y otra lateral, ambas con doble cuerpo. La primera pertenece probablemente a Juan de Maeda, destacando el cuerpo superior con hornacina rematada con frontón trapezoidal. En la lateral, de estilo manierista, destaca un grupo escultórico de la Anunciación de gran expresividad.
En el interior de la iglesia, además de un importante archivo parroquial, muy bien conservado, destacan las pinturas procedentes del Convento de San Francisco, y una serie de esculturas del siglo XVIII.

### Datos históricos
La iglesia se levantó sobre terreno probablemente ocupado por una mezquita primero y por una iglesia mudéjar después, que coexistiría con la actual hasta 1754.
Las obras se iniciaron en 1541 con las trazas de la capilla mayor y la torre, a cargo de Diego de Siloé. Las obras de la nave corrieron a cargo de Juan de Maeda, continuadas hasta mediados del siglo XVIII, con trabajos en la bóveda de las naves y el coro.

## Iglesia de Nuestra Señora de los Remedios de Iznalloz

### Descripción
Es una iglesia de planta de salón rectangular con tres naves cubiertas a nivel, ordenadas en cuatro tramos desiguales, con capillas laterales y cabecera ochavada con dos sacristías colaterales. Solamente se cubrió la mitad del edificio. Las portadas llevan las fechas 1612 y 1631, mientras que la torre se construyó en 1616.
Presenta la articulación de los tramos mediante pilares cruciformes con pilastras corintias sobre altos pedestales. Sobre ellos un entablamento, ático y arcos peraltados. Las naves están cubiertas con bóvedas vaidas sobre crucería sencilla en los tramos junto a la cabecera, y las capillas laterales de medio cañón con casetones. La capilla mayor tiene un medio cañón transversal, al que sigue una bóveda gallonada con óculos y decoración de bustos y escudos.
El coro primitivo está situado en alto junto a la portada principal. Actualmente existe un coro situado en alto junto a la nave central y que ocupa la mitad de la segunda crujía (desde la portada principal). Este coro forma parte de una portada más reciente, situada en la parte media de la iglesia, que cierra el recinto abierto actualmente al público.
La torre, situada al pie de la iglesia en su lateral izquierdo, es de planta cuadrada. Consta de tres cuerpos de alturas diferentes separados por cornisas y sobre ellos un campanario de arcos, pareados de medio punto, coronados por barandilla con pináculos en los extremos. Todo ello se remata con un chapitel. La portada principal que se conserva es de arco de medio punto con roscas enjutas y claves decoradas. Está franqueada por columnas pareadas de orden compuesto sobre plintos. La parte superior fue destruida, reponiéndose en una "restauración" posterior por un muro de bloques de hormigón absolutamente inadecuados.
En los laterales se aprecian potentes contrafuertes rematados por pináculos que se corresponden con la división interior en tramos longitudinales y, consecuentemente, separan las capillas laterales. Algunos de ellos han sido sustituidos parcialmente por fábrica de ladrillo hueco o mampostería.
La fachada posterior, en mejor estado, sufrió una brutal agresión que destruyó parte de sus cornisas y desfiguró sus huecos al añadírsele unas construcciones anejas a la iglesia que, afortunadamente, han sido demolidas en fecha reciente.
En la construcción de la totalidad de la iglesia se emplearon sillares de piedra arenisca asentados con mortero. En algunas zonas la agresión climatológica ha sido importante y la fábrica de piedra está desintegrada en parte. En su interior, en la parte abierta al culto, la piedra se encuentra oculta tras múltiples capas de pintura que desvirtúan la imagen primitiva.
A comienzos de la década de los 60 por iniciativa de la Curia se procede a una primera restauración en la que se cubre el edificio con uralita y se cierran sus muros con ladrillo de hueco doble y bloques de hormigón.
Tras la declaración de Monumento Histórico Artístico en 1973, se comienza a sustituir la mitad de la cubierta de uralita por otras de cerchas de madera, tablazón y teja árabe, restituyendo las pendientes originales.

### Datos históricos
La iglesia es obra de Diego de Siloé dirigida por Juan de Maeda entre 1566 y 1574, siendo su aparejador el cantero Alonso Hernández del Palacio.

## Iglesia de la Encarnación de Colomera
Es una iglesia del siglo XVI, en cuya construcción intervino el arquitecto Diego de Siloé. Consta de tres naves separadas mediante esbeltos arcos de medio punto asentados sobre columnas de gran porte. Las del altar mayor son de orden corintio. Posee capillas laterales en el lado de la portada principal, cubiertas con bóveda de cañón. La nave principal se cubre con artesonado de madera policromada y trabajos de taracea con seis tirantes con lacería, mientras que las naves laterales están cubiertas con armadura de madera, y la capilla mayor se resuelve con bóvedas de nervios.
A los pies de la iglesia y adyacente a la torre tiene un recinto al que se accede a través de una portada adintelada de exquisito gusto. A continuación se encuentra la torre renacentista de tres cuerpos, de gran belleza y sobriedad.
Hay que notar que existe en esta iglesia gran heterogeneidad en la solución formal de los distintos elementos arquitectónicos, encontrándose algunos de gran calidad compositiva, contrastando con otros de dudosa resolución.
El entorno del edificio es un recinto urbano de gran interés paisajístico y formal, encontrándose sin embargo bastante deteriorado.

## Iglesia de Santa María La Mayor de Guadahortuna

### Descripción
La Iglesia Parroquial de Guadahortuna se ubica en el centro del casco urbano, insertada en la parcelación del mismo. El edificio se sitúa en una parcela como cabecera de una manzana rectangular, inicialmente exento, pero actualmente adosado a otras edificaciones. 
Es una iglesia del siglo XVI de estilo Mudéjar. La tipología de la edificación se corresponde con una de las posibles formas de organización de las iglesias mudéjares granadinas; Tiene tres naves separadas por pilares, las naves laterales rematadas en testero plano y capilla mayor cuadrada avanzada y aislada por arco toral. La planta de la iglesia es rectangular y está constituida por una nave central, de planta cuadrada. Las naves laterales presentan diferente anchura, la norte mide 1, 60 m y la sur 2 m. Alineado con la nave central, a los pies y elevado sobre una tribuna, se encuentra el coro. En los pies de la capilla mayor se encuentra la sacristía, de planta rectangular. 
Las tres naves, sin capillas, están separadas por dos arcadas en los laterales de la nave central, cada una con cuatro arcos apuntados doblados sobre pilares rectangulares ochavados. Las naves laterales se cubren con alfarjes inclinados y la nave central con una armadura de limas mohamares ochavada con nueve tirantes pareados con lazo y apeando sobre dobles canes de acanto antropomorfos. 
El exterior de la iglesia es bastante liso por la ausencia de capillas laterales y contrafuertes. Los muros son todos de cantería vista regular, con sillares de pequeño tamaño, sobre los que sobresalen las cornisas molduradas y con pequeño saliente. 
La fachada principal se encuentra en el lateral sur. En el centro se encuentra la puerta de acceso al templo con portada. Sin sobresalir de la línea de la fachada nos encontramos hacia la cabecera dos vanos con arco de medio punto y el edificio de la sacristía adosado a la capilla mayor, y hacia los pies, la torre o campanario. La portada consta de dos cuerpos y tres calles. El cuerpo inferior queda centrado por una arco de medio punto de fina rosca en la cual se suceden cabezas aladas de angelillos, en el centro una ménsula de acanto y en las enjutas dos ángeles con láureas. 
El intradós se divide en cinco casetones con relieves; el del centro contiene la figura alegórica de la Caridad y los de los laterales se desarrollan de manera simétrica, figuras antropomorfas aladas en los extremos, y en los inmediatos, figuras femeninas arrodilladas tocando instrumentos musicales. 
El conjunto queda enmarcado en columnas pareadas y exentas sobre pedestales de orden dórico con guirnaldas florales y cartela en los fustes. El segundo cuerpo se divide en tres ámbitos. El central está ocupado por una hornacina rectangular rodeada por una moldura con puntas de diamante y flanqueada por columnas sobre pódium adosadas, todo ello realzado por un alto banco con el escudo del arzobispo Pedro Guerrero en el centro. A los lados dos edículos exentos con columnas de orden pseudojónico, con un cojinete y volutas muy reducidas cuyos calículos se han perdido por la erosión y se confunden como dóricas. Rematan este cuerpo dos frontones triangulares, en los laterales, y uno curvo en el centro. 
La torre se alza sobre la capilla bautismal, y sobresale en su cuerpo alto sobre los muros del templo. Está compuesta de tres cuerpos, cada uno de menor sección en planta que el precedente. El primero, de sección cuadrada en integrado en la línea de la fachada, tiene dos vanos en su lado sur; uno bajo rectangular horizontal de pequeñas dimensiones, con recerco en sus cuatro lados decorados con círculos; el segundo, rectangular vertical con arco de medio punto decorado en la rosca también con círculos. El segundo cuerpo, exento, tiene en sus cuatro frentes arcos de medio punto donde se sitúan las campanas. El tercer cuerpo, ochavado a media altura hasta formar en planta un octógono regular que remata la torre, con un arco de medio punto en cada uno de los lados con discos en las enjutas y una moldura que recorre todo el perímetro a la altura de las impostas.

### Datos históricos
La población de Guadahortuna se agrupaba en el siglo XVI en la comarca denominada de las "Siete Villas", cuyo territorio fue conquistado en 1486, siendo repoblado por cristianos. Dada su entidad económica y social se convirtieron en centros con un nutrido grupo de templos y otras edificaciones de gran calidad artística. De la primera construcción iniciada en 1506 sobre una antigua mezquita nazarí no se ha conservado nada, probablemente se trataría de una remodelación de la mezquita, en la que se intervendrá de nuevo en 1525. No será hasta 1535 cuando se planteen nuevas actuaciones, la construcción de una nave lateral y retejado, además de otras.Las obras de remodelación se paralizaron hasta 1542 en que se acometieron de nuevo las obras, siendo los encargados de ejecutarlas el cantero Domingo de Yguía y Juan Castellar, que vuelve a tejar la iglesia. Las obras concluyeron en 1547, cuando Juan de Maeda las tasa y Diego de Siloé traza la capilla mayor. 
Con posterioridad se van a ir escalonando distintas intervenciones que van a ir terminando de perfilar la imagen que hoy en día presenta el templo. Como tantas otras iglesias, conventos, etc, ésta padeció los saqueos y quemas que se produjeron en el año de 1936, desapareciendo un importante grupo de bienes muebles.

## Iglesia de Santa María de Montefrío

### Descripción
Tiene forma rectangular, de una sola nave con capillas laterales a ambos lados. La nave principal está cubierta con bóvedas ojivales de cuatro tramos con lunetos. La capilla mayor presenta cúpula semiesférica con nervios. Al fondo de la nave principal a la izquierda, a través de una portada de piedra con rica decoración en dintel se pasa a la sacristía por la que se accede a la torre. Las capillas laterales, antes citadas, son tres a cada lado, con bóvedas de cañón encasetonadas al igual que la bóveda de la sacristía. Tiene dos portadas renacentistas, una principal y otra lateral. La torre se halla situada a la izquierda de la nave principal. De planta rectangular, está coronada por el campanario que reviste una belleza singular por el diseño y composición de sus huecos. 
Los muros, así como las bóvedas son de cantería, a diferencia de la solería actual que es de baldosas de barro. 
La iglesia es obra de Diego de Siloé y Jorge de Baeza. Se halla situada en lo alto de una atalaya, donde se asentó originariamente la población.

### Datos históricos
Iglesia parroquial del siglo XVI, es una construcción de estilo gótico tardío con elementos renacentistas. La iglesia es obra de Diego de Siloé y Jorge de Baeza. Se halla situada en lo alto de una atalaya, donde se asentó originariamente la población.